# نوكيا لوميا 830
نوكيا لوميا 830 (بالإنجليزية: Nokia Lumia 830)، هو هاتف ذكي طورته شركة نوكيا وأطلقته شركة مايكروسوفت موبايل، يعمل بنظام تشغيل ويندوز فون 8.1 من مايكروسوفت. تم الإعلان عنه في 4 سبتمبر 2014 خلال معرض برلين الدولي للإذاعة والتلفزيون، بعد عدة أشهر فقط من استحواذ مايكروسوفت على قسم الهواتف المحمولة في نوكيا وإعادة تسميته إلى مايكروسوفت موبايل. تم إطلاق الهاتف في أكتوبر 2014. يُعد هذا الهاتف خليفة لهاتف نوكيا لوميا 820 الصادر عام 2012، ويُسوَّق كـ"هاتف رائد ميسور التكلفة".

## الخصائص
- نظام التشغيل: ويندوز فون
- الكاميرا الخلفية: 10 ميجابكسل 1080p
- الشاشة: 1280 × 720
- الوزن: 150 غرام
- المعالج: 1.2 جيجا هرتز
- الذاكرة: 1 جيجابايت
- التخزين: 16 جيجابايت